# التوأمان (رواية)
التوأمان هي الرواية الوحيدة للكاتب السعودي عبد القدوس الأنصاري أصدرت في سنة 1350 هـ/ 1930م في دمشق، وهي أول رواية في الأدب السعودي الحديث وقد كتب علي غلافها أنذاك بأنها «أول رواية في الحجاز» لأنها صدرت في أيام الملكية المزدوجة للحجاز ونجد،  وبها بدأ الفن الروائي السعودي.

## الخلفية
أعقب الأنصاري رواية التوأمان بقصة نشرها في صحيفة صوت الحجاز بعنوان مرهم التناسي والتوأمان' هي أول محاولة روائية له. وقال إن دافعه هو «دحض افتراءات الغرب». وذلك كل غرض الرواية. وليس من مقاصدها معارضة للثورة العلمية الغربية. 

## الملخص
التوأمان تحكي قصة سليم الذي رُزِق بتوأمين، سمّى أحدهما رشيداً والآخر فريداً، ولما بلغا سن المدرسة أدخلهما المدرسة التحضيرية، وبعد أن تخرجا انضم رشيد إلى المدارس الوطنية وفريد إلى المدارس الأجنبية، فكانت المحصلة النهائية أن ارتفع رشيد في الرتب الوظيفية والاجتماعية حتى أصبح شخصاً مرموقاً، أما فريد فكانت عواقبه وخيمة، إذ انتهى به الأمر إلى الانحلال، ثم الموت منفيّاً في دولة أجنبية.
التوأمان هي رواية طويلة وتعتبر من جنس الرواية التعلمية الإصلاحية وأراد الأنصاري فيها أن يثبت «أضرار المعاهد الأجنبية المؤسسة في الشرق على مستقبل الشرق نفسه، وذلك لما تلقنه لناشئته من تعاليم التغرب والتذبذب المشين» كما ذكر في مقدمته للرواية.
ورواية التوأمان وإن كانت أولى الروايات التي يكتبها مؤلف سعودي في العصر الحديث الا أنها لم تكن من الناحية الفنية مكتملة البناء، كما يعترف مؤلفها نفسه بذلك في مقدمتها إذ يصرّح عنها أنها «وإن تكن غير مسبوكة تمامًا على أصول الفن الروائي العصري فقد يجد القارئ فيها صورة صحيحة عن أضرار المعاهد الأجنبية». 

## الطبعة
طبعت أول مرة في 1 ربيع الأول سنة 1349 هـ/ 26 يوليو 1930، عن مطبعة الترقي في دمشق. أعيد نشرها من قبل دار المنهل للصحافة والنشر المحدودة بالمقدمة التي كتبها محمد حمدون.

## مكانتها الأدبي
تعد التوأمان أول رواية في التاريخ الأدبي السعودي «ويمكن الامتداد جغرافيا إلى أكثر من ذلك، للقول بأنها أول رواية في الجزيرة العربية بأكملها.» وتعد من الروايات المؤسسة للأدب القصصي السعودي، وهن ست روايات في رأي منصور الحازمي: غادة أم القرى لأحمد رضا حوحو، وفكرة لأحمد السباعي، والتوأمان لعبد القدوس الأنصاري، والبعث لمحمد علي مغربي، والزوجة والصديق لمحمد عمر توفيق، والانتقام الطبعي لمحمد نور الجوهري.

## أسلوب الرواية
لا تسير احداث الرواية وفق زمن تصاعدي منطقي، بل يسيطر عليها عنصر الحدث القسري، الذي يتفق مع هدف الرواية، دون النظر إلى منطقية تسلسل الاحداث. فالكاتب على ما يبدو قد حدد نهاية القصة قبل بدايتها، ولذا أصبحت الاحداث تتقافز بشكل سريع حتى تصل إلى النهاية. والملاحظ بشكل واضح هو بطء نمو الاحداث في الجزء الأكبر من الرواية. وقرب النهاية يحدث ابتسار لبعض الاحداث والاكتفاء بالنتائج، التي كانت في ذهن المؤلف.

## استقبالها
في ديسمبر 2011 أعادت مسرحية «التوأمان» لذكرى كاتبها. والمسرحية تم عرضها بنفس العنوان من تأليف وإخراج علي الزهراني وهي من النصوص مسرح المونودراما وتُقدم لأول مرة تقدم ببطلين، وقد استوحى الزهراني اسم المسرحية (التوأمان) من اسم رواية سعودية للروائي عبد القدوس الأنصاري، وذلك لتخليد ذكرى هذا الرمز، المسرحية كانت من بطولة الممثلين: عبد الرحمن خفاجي وعبد الرحمن فوزي وبإشراف صالح بن سعيد أبو البراء.